# آلبرت بروکس
آلبرت بروکس (به انگلیسی: Albert Brooks) متولد ۲۲ ژوئیه ۱۹۴۷، بازیگر، نویسنده و کارگردان آمریکایی است. او در سال ۱۹۸۷ برای بازی در فیلم اخبار تلویزیون نامزد جایزه اسکار شد. او همچنین در انیمیشن پرطرفدار در جستجوی نمو به صداپیشگی پرداخته‌است.

## اوایل زندگی
بروکس در بورلی هیلز کالیفرنیا زاده شد. مادرش بازیگر و خواننده و پدرش کمدین بود. یکی از برادران او به نام «باب» بازیگر است و دیگر برادر او در شرکتی تبلیغاتی کار می‌کند. بروکس یهودی و دارای تبار روسی و اتریشی است.

## دوران بازیگری
پس از بازی در چند نمایش تلویزیونی و کارگردانی چند فیلم کوتاه، در سال ۱۹۷۶ در فیلم راننده تاکسی به کارگردانی مارتین اسکورسیزی به ایفای نقش پرداخت. همین فیلم موجب رفتن بروکس به لوس آنجلس برای دنبال کردن حرفهٔ بازیگری شد.
در سال ۱۹۹۸ به همراه ادی مورفی در فیلم Dr.Dolittle بازی کرد.
در سال ۲۰۱۱ در فیلم راندن در کنار بازیگرانی چون رایان گاسلینگ و کری مولیگان به ایفای نقش پرداخت که نظر مثبت منتقدان را به دنبال داشت.

## گزیدهٔ فیلم شناسی
- راننده تاکسی (۱۹۷۶)
- زندگی واقعی (۱۹۷۹)
- دوران مهرورزی (۱۹۸۳)
- منطقه گرگ و میش (۱۹۸۳)
- اخبار تلویزیون(۱۹۸۷)
- هر کاری خواهم کرد (۱۹۹۴)
- پیشاهنگ (۱۹۹۵)
- مراقبت‌های ویژه (۱۹۹۷)
- خارج از دید (۱۹۹۸)
- در جستجوی نمو (۲۰۰۳)
- راندن (۲۰۱۱)
- این است ۴۰ (۲۰۱۲)
- من تو را دوست دارم، بابا (۲۰۱۷)